# کنستانتین چهارم، شاه ارمنستان
کنستانتین چهارم، شاه ارمنستان (ارمنی: Կոստանդին؛ زاده ۱ ژانویهٔ ۱۳۲۴ – درگذشته ۱۰ مارس ۱۳۷۳)، شاه ارمنی کیلیکیه از سال ۱۳۶۲ تا زمان مرگش، ۱۳۷۳ میلادی بود. پس از وی، لئو پنجم به تاج و تخت ارمنستان رسید.
کنستانتین چهارم هنگام مرگ پسر عمویش کنستانتین سوم به تاج و تخت رسید و بیوه شاه قبلی را به همسری خود گرفت.
کنستانتین با پیتر یکم از قبرس یک اتحاد تشکیل داد و بندر و قلعه کوریکوس را به او داد. در زمان مرگ پیتر در سال ۱۳۶۹، کنستانتین با مملوک سلطان مصر به دنبال عقد معاهده بود. بارون‌ها از این سیاست وی ناراضی بودند، و از سلطه سلطان مصر بر کشور می‌ترسیدند و به همین دلیل کنستانتین در سال ۱۳۷۳ به قتل رسید. پس از مرگ او، پسر عموی دورش لئو پنجم، از سلسله پویتیرز- لوسینگان، که آخرین پادشاهی ارمنستان کیلیکیه بود، به جای او پادشاه شد.